# فهرست نخست‌وزیران عراق
در این نوشتار فهرست نخست‌وزیران عراق از ۱۹۲۰ تا کنون آمده‌است.

## عراق هاشمی(۱۹۲۰-۱۹۵۸)
| نام                                                | نام                                            | تصویر | زاده-درگذشته | آغاز دوره       | پایان دوره                      | حزب سیاسی                             | رئیس کشور |
| -------------------------------------------------- | ---------------------------------------------- | ----- | ------------ | --------------- | ------------------------------- | ------------------------------------- | --------- |
| • پادشاهی عراق (تحت قیمومت بریتانیا) (۱۹۳۲–۱۹۲۰) • |                                                |       |              |                 |                                 |                                       |           |
| ۱                                                  | عبدالرحمن گیلانی عبد الرحمن الکیلانی           |       | ۱۸۴۱–۱۹۲۷    | ۱۱ نوامبر ۱۹۲۰  | ۲۰ نوامبر ۱۹۲۲                  | مستقل                                 | فیصل یکم  |
| ۲                                                  | عبدالمحسن سعدون عبد المحسن السعدون (بار اول)   |       | ۱۸۷۹–۱۹۲۹    | ۲۰ نوامبر ۱۹۲۲  | ۲۲ نوامبر ۱۹۲۳                  | نظامی                                 | فیصل یکم  |
| ۳                                                  | جعفر عسکری جعفر العسکری (بار اول)              |       | ۱۸۸۷–۱۹۳۶    | ۲۲ نوامبر ۱۹۲۳  | ۲ اوت ۱۹۲۴                      | نظامی                                 | فیصل یکم  |
| ۴                                                  | یاسین هاشمی یاسین الهاشمی (بار اول)            |       | ۱۸۹۴–۱۹۳۷    | ۲ اوت ۱۹۲۴      | ۲۶ ژوئن ۱۹۲۵                    | نظامی / People's Party                | فیصل یکم  |
| ۵                                                  | عبدالمحسن سعدون عبد المحسن السعدون (بار دوم)   |       | ۱۸۷۹–۱۹۲۹    | ۲۶ ژوئن ۱۹۲۵    | ۲۱ نوامبر ۱۹۲۶                  | نظامی / Progressive Party             | فیصل یکم  |
| ۶                                                  | جعفر عسکری جعفر العسکری (بار دوم)              |       | ۱۸۸۷–۱۹۳۶    | ۲۱ نوامبر ۱۹۲۶  | ۱۱ ژانویه ۱۹۲۸                  | نظامی / Covenant Party                | فیصل یکم  |
| ۷                                                  | عبدالمحسن سعدون عبد المحسن السعدون (بار سوم)   |       | ۱۸۷۹–۱۹۲۹    | ۱۱ ژانویه ۱۹۲۸  | ۲۸ آوریل ۱۹۲۹                   | نظامی / Progressive Party             | فیصل یکم  |
| ۸                                                  | توفیق سویدی توفیق السویدی (بار اول)            |       | ۱۸۹۲–۱۹۶۸    | ۲۸ آوریل ۱۹۲۹   | ۱۹ سپتامبر ۱۹۲۹                 | مستقل                                 | فیصل یکم  |
| ۹                                                  | عبدالمحسن سعدون عبد المحسن السعدون (بار چهارم) |       | ۱۸۷۹–۱۹۲۹    | ۱۹ سپتامبر ۱۹۲۹ | ۱۳ نوامبر ۱۹۲۹ (died in office) | نظامی / Progressive Party             | فیصل یکم  |
| ۱۰                                                 | ناجی سویدی ناجی السویدی                        |       | ۱۸۸۲–۱۹۴۲    | ۱۸ نوامبر ۱۹۲۹  | ۲۳ مارس ۱۹۳۰                    | مستقل                                 | فیصل یکم  |
| ۱۱                                                 | نوری سعید نوری السعید (بار اول)                |       | ۱۸۸۸–۱۹۵۸    | ۲۳ مارس ۱۹۳۰    | ۳ نوامبر ۱۹۳۲                   | نظامی / Covenant Party                | فیصل یکم  |
| • پادشاهی عراق (۱۹۳۲–۱۹۵۸) •                       |                                                |       |              |                 |                                 |                                       |           |
| ۱۲                                                 | ناجی شوکت                                      |       | ۱۸۹۳–۱۹۸۰    | ۳ نوامبر ۱۹۳۲   | ۲۰ مارس ۱۹۳۳                    | مستقل                                 | فیصل یکم  |
| ۱۳                                                 | رشید عالی گیلانی رشید عالی الکیلانی (بار اول)  |       | ۱۸۹۲–۱۹۶۵    | ۲۰ مارس ۱۹۳۳    | ۹ نوامبر ۱۹۳۳                   | Party of National Brotherhood         | فیصل یکم  |
| ۱۴                                                 | جمیل مدفعی جمیل المدفعی (بار اول)              |       | ۱۸۹۰–۱۹۵۸    | ۹ نوامبر ۱۹۳۳   | ۲۷ اوت ۱۹۳۴                     | نظامی                                 | غازی      |
| ۱۵                                                 | علی جودت ایوبی علی جودت الأیوبی (بار اول)      |       | ۱۸۸۶–۱۹۶۹    | ۲۷ اوت ۱۹۳۴     | ۴ مارس ۱۹۳۵                     | نظامی                                 | غازی      |
| ۱۶                                                 | جمیل مدفعی جمیل المدفعی (بار دوم)              |       | ۱۸۹۰–۱۹۵۸    | ۴ مارس ۱۹۳۵     | ۱۷ مارس ۱۹۳۵                    | نظامی                                 | غازی      |
| ۱۷                                                 | یاسین هاشمی یاسین الهاشمی (بار دوم)            |       | ۱۸۹۴–۱۹۳۷    | ۱۷ مارس ۱۹۳۵    | ۳۰ اکتبر ۱۹۳۶                   | نظامی / Party of National Brotherhood | غازی      |
| ۱۸                                                 | حکمت سلیمان                                    |       | ۱۸۸۹–۱۹۶۴    | ۳۰ اکتبر ۱۹۳۶   | ۱۷ اوت ۱۹۳۷                     | Party of National Brotherhood         | غازی      |
| ۱۹                                                 | جمیل مدفعی جمیل المدفعی (بار سوم)              |       | ۱۸۹۰–۱۹۵۸    | ۱۷ اوت ۱۹۳۷     | ۲۵ دسامبر ۱۹۳۸                  | نظامی                                 | غازی      |
| ۲۰                                                 | نوری سعید نوری السعید (بار دوم)                |       | ۱۸۸۸–۱۹۵۸    | ۲۵ دسامبر ۱۹۳۸  | ۳۱ مارس ۱۹۴۰                    | نظامی / Covenant Party                | غازی      |
| ۲۱                                                 | رشید عالی گیلانی رشید عالی الکیلانی (بار دوم)  | 80px  | ۱۸۹۲–۱۹۶۵    | ۳۱ مارس ۱۹۴۰    | ۳ فوریه ۱۹۴۱                    | Party of National Brotherhood         | Faisal II |
| ۲۲                                                 | طه هاشمی طه الهاشمی                            |       | ۱۸۸۸–۱۹۶۱    | ۳ فوریه ۱۹۴۱    | ۱۳ آوریل ۱۹۴۱ (deposed)         | نظامی                                 | Faisal II |
| ۲۳                                                 | رشید عالی گیلانی رشید عالی الکیلانی (بار سوم)  |       | ۱۸۹۲–۱۹۶۵    | ۱۳ آوریل ۱۹۴۱   | ۳۰ می ۱۹۴۱                      | Party of National Brotherhood         | Faisal II |
| ۲۴                                                 | جمیل مدفعی جمیل المدفعی (بار چهارم)            |       | ۱۸۹۰–۱۹۵۸    | ۴ ژوئن ۱۹۴۱     | ۱۰ اکتبر ۱۹۴۱                   | نظامی                                 | Faisal II |
| ۲۵                                                 | نوری سعید نوری السعید (بار سوم)                |       | ۱۸۸۸–۱۹۵۸    | ۱۰ اکتبر ۱۹۴۱   | ۴ ژوئن ۱۹۴۴                     | نظامی / Covenant Party                | Faisal II |
| ۲۶                                                 | حمدی پاچه‌چی حمدی البجاجی                       |       | ۱۸۸۶–۱۹۴۸    | ۴ ژوئن ۱۹۴۴     | ۲۳ فوریه ۱۹۴۶                   | مستقل                                 | Faisal II |
| ۲۷                                                 | توفیق سویدی توفیق السویدی (بار دوم)            |       | ۱۸۹۲–۱۹۶۸    | ۲۳ فوریه ۱۹۴۶   | ۱ ژوئن ۱۹۴۶                     | Liberal Party                         | Faisal II |
| ۲۸                                                 | ارشاد عمری إرشاد العمری (بار اول)              |       | ۱۸۸۸–۱۹۷۸    | ۱ ژوئن ۱۹۴۶     | ۲۱ نوامبر ۱۹۴۶                  | مستقل                                 | Faisal II |
| ۲۹                                                 | نوری سعید نوری السعید (بار چهارم)              |       | ۱۸۸۸–۱۹۵۸    | ۲۱ نوامبر ۱۹۴۶  | ۲۹ مارس ۱۹۴۷                    | نظامی / Constitutional Union Party    | Faisal II |
| ۳۰                                                 | سید صالح جبر                                   |       | ۱۸۶۰–۱۹۴۹    | ۲۹ مارس ۱۹۴۷    | ۲۹ ژانویه ۱۹۴۸                  | Nation's Socialist Party              | Faisal II |
| ۳۱                                                 | سید محمد صدر سید محمد الصدر                    |       | ۱۸۸۲–۱۹۵۶    | ۲۹ ژانویه ۱۹۴۸  | ۲۶ ژوئن ۱۹۴۸                    | مستقل                                 | Faisal II |
| ۳۲                                                 | مزاحم پاچه‌چی مزاحم البجاجی                     |       | ۱۸۹۰–۱۹۸۲    | ۲۶ ژوئن ۱۹۴۸    | ۶ ژانویه ۱۹۴۹                   | مستقل                                 | Faisal II |
| ۳۳                                                 | نوری سعید نوری السعید (بار پنجم)               |       | ۱۸۸۸–۱۹۵۸    | ۶ ژانویه ۱۹۴۹   | ۱۰ دسامبر ۱۹۴۹                  | نظامی / Constitutional Union Party    | Faisal II |
| ۳۴                                                 | علی جودت ایوبی علی جودت الأیوبی (بار دوم)      |       | ۱۸۸۶–۱۹۶۹    | ۱۰ دسامبر ۱۹۴۹  | ۵ فوریه ۱۹۵۰                    | نظامی                                 | Faisal II |
| ۳۵                                                 | توفیق سویدی توفیق السویدی (بار سوم)            |       | ۱۸۹۲–۱۹۶۸    | ۵ فوریه ۱۹۵۰    | ۱۵ سپتامبر ۱۹۵۰                 | مستقل                                 | Faisal II |
| ۳۶                                                 | نوری سعید نوری السعید (بارششم)                 |       | ۱۸۸۸–۱۹۵۸    | ۱۵ سپتامبر ۱۹۵۰ | ۱۲ ژوئیه ۱۹۵۲                   | نظامی / Constitutional Union Party    | Faisal II |
| ۳۷                                                 | مصطفی محمود عمری مصطفی محمود العمری            |       | ۱۸۹۸–۱۹۷۹    | ۱۲ ژوئیه ۱۹۵۲   | ۲۳ نوامبر ۱۹۵۲                  | مستقل                                 | Faisal II |
| ۳۸                                                 | نورالدین محمود نور الدین محمود                 |       | ۱۹۰۱–۱۹۷۸    | ۲۳ نوامبر ۱۹۵۲  | ۲۹ ژانویه ۱۹۵۳                  | نظامی                                 | Faisal II |
| ۳۹                                                 | جمیل مدفعی جمیل المدفعی (بار پنجم)             |       | ۱۸۹۰–۱۹۵۸    | ۲۹ ژانویه ۱۹۵۳  | ۱۷ سپتامبر ۱۹۵۳                 | نظامی                                 | Faisal II |
| ۴۰                                                 | محمدفاضل جمالی محمد فضل الجمالی                |       | ۱۹۰۳–۱۹۹۷    | ۱۷ سپتامبر ۱۹۵۳ | ۲۹ آوریل ۱۹۵۴                   | مستقل                                 | Faisal II |
| ۴۱                                                 | ارشاد عمری إرشاد العمری (بار دوم)              |       | ۱۸۸۸–۱۹۷۸    | ۲۹ آوریل ۱۹۵۴   | ۴ اوت ۱۹۵۴                      | مستقل                                 | Faisal II |
| ۴۲                                                 | نوری سعید نوری السعید (بار هفتم)               |       | ۱۸۸۸–۱۹۵۸    | ۴ اوت ۱۹۵۴      | ۲۰ ژوئن ۱۹۵۷                    | نظامی / Constitutional Union Party    | Faisal II |
| ۴۳                                                 | علی جودت ایوبی علی جودت الأیوبی (بار سوم)      |       | ۱۸۸۶–۱۹۶۹    | ۲۰ ژوئن ۱۹۵۷    | ۱۵ دسامبر ۱۹۵۷                  | نظامی / United National Front         | Faisal II |
| ۴۴                                                 | عبدالوهاب مرجان عبد الوهاب مرجان               |       | ۱۹۰۹–۱۹۶۴    | ۱۵ دسامبر ۱۹۵۷  | ۳ مارس ۱۹۵۸                     | مستقل                                 | Faisal II |
| ۴۵                                                 | نوری سعید نوری السعید (بار هشتم)               |       | ۱۸۸۸–۱۹۵۸    | ۳ مارس ۱۹۵۸     | ۱۸ می ۱۹۵۸                      | نظامی / Constitutional Union Party    | Faisal II |
| ۴۶                                                 | احمد مختار بابان أحمد مختار بابان              |       | ۱۹۰۰–۱۹۷۶    | ۱۸ می ۱۹۵۸      | ۱۴ ژوئیه ۱۹۵۸ (deposed)         | مستقل                                 | Faisal II |

## جمهوری اول عراق(۱۹۵۸-۱۹۶۸)
| نام (زاده-درگذشته) | نام (زاده-درگذشته)                   | تصویر | آغاز دوره       | پایان دوره               | حزب سیاسی                                     | رئیس کشور         |
| ------------------ | ------------------------------------ | ----- | --------------- | ------------------------ | --------------------------------------------- | ----------------- |
| ۴۷                 | عبدالکریم قاسم (۱۹۱۴-۱۹۶۳)           |       | ۱۴ ژوئیه ۱۹۵۸   | ۸ فوریه ۱۹۶۳ (deposed)   | نظامی                                         | محمد نجیب الربیعی |
| ۴۸                 | احمد حسن البکر (۱۹۱۴-۱۹۸۲) (بار اول) |       | ۸ فوریه ۱۹۶۳    | ۱۸ نوامبر ۱۹۶۳ (deposed) | نظامی / حزب عربی سوسیالیستی بعث (Iraq Region) | عبدالسلام عارف    |
| ۴۹                 | طاهر یحیی (۱۹۱۵-۱۹۸۶) (بار اول)      |       | ۲۰ نوامبر ۱۹۶۳  | ۶ سپتامبر ۱۹۶۵           | نظامی / Arab Socialist Union                  | عبدالسلام عارف    |
| ۵۰                 | عارف عبدالرزاق (۱۹۲۱-۲۰۰۷)           |       | ۶ سپتامبر ۱۹۶۵  | ۲۱ سپتامبر ۱۹۶۵          | نظامی / Arab Socialist Union                  | عبدالسلام عارف    |
| ۵۱                 | عبدالرحمن البزاز (۱۹۱۳-۱۹۷۳)         |       | ۲۱ سپتامبر ۱۹۶۵ | ۹ اوت ۱۹۶۶               | Arab Socialist Union                          | عبدالسلام عارف    |
| ۵۲                 | ناجی طالب (۱۹۱۷-۲۰۱۲)                |       | ۹ اوت ۱۹۶۶      | ۱۰ می ۱۹۶۷               | نظامی                                         | عبدالرحمن عارف    |
| ۵۳                 | عبدالرحمن عارف (۱۹۱۶-۲۰۰۷)           |       | ۱۰ می ۱۹۶۷      | ۱۰ ژوئیه ۱۹۶۷            | نظامی / Arab Socialist Union                  | عبدالرحمن عارف    |
| ۵۴                 | طاهر یحیی (۱۹۱۵-۱۹۸۶) (بار دوم)      |       | ۱۰ ژوئیه ۱۹۶۷   | ۱۷ ژوئیه ۱۹۶۸ (deposed)  | نظامی / Arab Socialist Union                  | عبدالرحمن عارف    |

## عراق بعثی(۱۹۶۸-۲۰۰۳)
| نام (زاده-درگذشته) | نام (زاده-درگذشته)                   | تصویر | آغاز دوره       | پایان دوره             | حزب سیاسی                                                            | رئیس کشور      |
| ------------------ | ------------------------------------ | ----- | --------------- | ---------------------- | -------------------------------------------------------------------- | -------------- |
| ۵۵                 | عبدالرزاق نائف (۱۹۳۳-۱۹۷۸)           |       | ۱۷ ژوئیه ۱۹۶۸   | ۳۰ ژوئیه ۱۹۶۸          | نظامی                                                                | احمد حسن البکر |
| ۵۶                 | احمد حسن البکر (۱۹۱۴-۱۹۸۲) (بار دوم) |       | ۳۱ ژوئیه ۱۹۶۸   | ۱۶ ژوئیه ۱۹۷۹          | نظامی / Iraqi Ba'ath Party (منطقه عراق) (National Progressive Front) | احمد حسن البکر |
| ۵۷                 | صدام حسین (۱۹۳۷-۲۰۰۶) (بار اول)      |       | ۱۶ ژوئیه ۱۹۷۹   | ۲۳ مارس ۱۹۹۱           | Iraqi Ba'ath Party (منطقه عراق) (National Progressive Front)         | صدام حسین      |
| ۵۸                 | سعدون حمادی (۱۹۳۰-۲۰۰۷)              |       | ۲۳ مارس ۱۹۹۱    | ۱۳ سپتامبر ۱۹۹۱        | Iraqi Ba'ath Party (منطقه عراق) (National Progressive Front)         | صدام حسین      |
| ۵۹                 | محمد حمزه زبیدی (۱۹۳۸-۲۰۰۵)          |       | ۱۶ سپتامبر ۱۹۹۱ | ۵ سپتامبر ۱۹۹۳         | Iraqi Ba'ath Party (منطقه عراق) (National Progressive Front)         | صدام حسین      |
| ۶۰                 | احمد حسین خضیر سامرائی (زاده ۱۹۴۱)   |       | ۵ سپتامبر ۱۹۹۳  | ۲۹ می ۱۹۹۴             | Iraqi Ba'ath Party (منطقه عراق) (National Progressive Front)         | صدام حسین      |
| ۶۱                 | صدام حسین (۱۹۳۷-۲۰۰۶) (بار دوم)      |       | ۲۹ می ۱۹۹۴      | ۹ آوریل ۲۰۰۳ (deposed) | Iraqi Ba'ath Party (منطقه عراق) (National Progressive Front)         | صدام حسین      |

## ائتلاف موقت عراق
| نام (زاده-درگذشته) | نام (زاده-درگذشته)                         | تصویر | آغاز دوره      | پایان دوره                  | حزب سیاسی                                          | رئیس کشور              |
| ------------------ | ------------------------------------------ | ----- | -------------- | --------------------------- | -------------------------------------------------- | ---------------------- |
| —                  | محمد بحرالعلوم (زاده ۱۹۲۷) (بار اول، کفیل) |       | ۱۳ ژوئیه ۲۰۰۳  | ۳۱ ژوئیه ۲۰۰۳               | مستقل                                              | حکومت ائتلاف موقت عراق |
| ۶۲                 | ابراهیم جعفری (۱۹۴۷-) (بار اول)            |       | ۱ اوت ۲۰۰۳     | ۳۱ اوت ۲۰۰۳                 | حزب الدعوه اسلامی                                  | حکومت ائتلاف موقت عراق |
| ۶۳                 | احمد چلبی (۱۹۴۴-)                          |       | ۱ سپتامبر ۲۰۰۳ | ۳۰ سپتامبر ۲۰۰۳             | کنگره ملی عراق                                     | حکومت ائتلاف موقت عراق |
| ۶۴                 | ایاد علاوی (۱۹۴۵-) (بار اول)               |       | ۱ اکتبر ۲۰۰۳   | ۳۱ اکتبر ۲۰۰۳               | جنبش وفاق ملی عراق                                 | حکومت ائتلاف موقت عراق |
| ۶۵                 | جلال طالبانی (۱۹۳۳-)                       |       | ۱ نوامبر ۲۰۰۳  | ۳۰ نوامبر ۲۰۰۳              | اتحادیه میهنی کردستان                              | حکومت ائتلاف موقت عراق |
| ۶۶                 | عبدالعزیز حکیم (۱۹۵۰-۲۰۰۹)                 |       | ۱ دسامبر ۲۰۰۳  | ۳۱ دسامبر ۲۰۰۳              | Supreme Council for the Islamic Revolution in Iraq | حکومت ائتلاف موقت عراق |
| ۶۷                 | عدنان پاچه‌چی (۱۹۲۳-)                       |       | ۱ ژانویه ۲۰۰۴  | ۳۱ ژانویه ۲۰۰۴              | Assembly of Independent Democrats                  | حکومت ائتلاف موقت عراق |
| ۶۸                 | محسن عبدالحمید (۱۹۳۷-)                     |       | ۱ فوریه ۲۰۰۴   | ۲۹ فوریه ۲۰۰۴               | حزب اسلامی عراق                                    | حکومت ائتلاف موقت عراق |
| ۶۹                 | محمد بحرالعلوم (۱۹۲۷-) (بار دوم)           |       | ۱ مارس ۲۰۰۴    | ۳۱ مارس ۲۰۰۴                | مستقل                                              | حکومت ائتلاف موقت عراق |
| ۷۰                 | مسعود بارزانی (۱۹۴۶-)                      |       | ۱ آوریل ۲۰۰۴   | ۳۰ آوریل ۲۰۰۴               | حزب دموکرات کردستان عراق                           | حکومت ائتلاف موقت عراق |
| ۷۱                 | عزالدین سلیم (۱۹۴۳-۲۰۰۴)                   |       | ۱ می ۲۰۰۴      | ۱۷ می ۲۰۰۴ (died in office) | حزب الدعوه اسلامی                                  | حکومت ائتلاف موقت عراق |
| ۷۲                 | غازی مشعل عجیل الیاور (۱۹۵۸-)              |       | ۱۷ می ۲۰۰۴     | ۱ ژوئن ۲۰۰۴                 | مردم عراق                                          | حکومت ائتلاف موقت عراق |

## جمهوری عراق (۲۰۰۴- اکنون)
| نام (زاده-درگذشته)                  | نام (زاده-درگذشته)                | تصویر | آغاز دوره     | پایان دوره     | حزب سیاسی              | رئیس کشور             |
| ----------------------------------- | --------------------------------- | ----- | ------------- | -------------- | ---------------------- | --------------------- |
| • Republic of Iraq (2004–present) • |                                   |       |               |                |                        |                       |
| —                                   | ایاد علاوی (۱۹۴۵) (بار دوم، کفیل) |       | ۱ ژوئن ۲۰۰۴   | ۳ می ۲۰۰۵      | جنبش وفاق ملی عراق     | غازی مشعل عجیل الیاور |
| ۷۳                                  | ابراهیم جعفری (۱۹۴۷-) (بار دوم)   |       | ۳ می ۲۰۰۵     | ۲۰ می ۲۰۰۶     | حزب الدعوه اسلامی      | جلال طالبانی          |
| ۷۴                                  | نوری مالکی (۱۹۵۰-)                |       | ۲۰ می ۲۰۰۶    | اوت ۲۰۱۴       | حزب الدعوه اسلامی      | جلال طالبانی          |
| ۷۵                                  | حیدر عبادی (۱۹۵۲-)                |       | اوت ۲۰۱۴      | ۲۴ اکتبر ۲۰۱۸  | حزب الدعوه اسلامی      | فؤاد معصوم            |
| ۷۶                                  | عادل عبدالمهدی (۱۹۴۳-)            |       | ۲۵ اکتبر ۲۰۱۸ | ۲۹ نوامبر ۲۰۱۹ | مجلس اعلای اسلامی عراق | فؤاد معصوم            |
| -                                   | محمد توفیق علاوی (۱۹۵۴-)          |       | ۲۹ فوریه ۲۰۲۰ | ۲ مارس ۲۰۲۰    | حزب الدعوه اسلامی      | برهم صالح             |
| ۷۷                                  | مصطفی الکاظمی (۱۹۶۷-)             |       | ۷ مه ۲۰۱۸     | ۲۸ اکتبر ۲۰۲۲  | مستقل                  | برهم صالح             |
| ۷۸                                  | محمد شیاع السودانی (۱۹۷۰-)        |       | ۲۸ اکتبر ۲۰۲۲ | -              | حزب الدعوه اسلامی      | عبداللطیف رشید        |